# Szürke hályog
A szürke hályog (cataracta, görögül "vízesés") a 
szemlencse állományának bizonyos fokú, akár teljes elszürkülését jelenti. Az áttetszőség megszűnése megakadályozza, hogy megfelelő fény jusson a külvilágból a szem belsejébe, a retinára, így homályos látás alakul ki, ami súlyos esetben akár szinte teljes vakságot is jelenthet.

## Története
A négy folyadék tanának elmélete szerint a szürke hályogot az okozza, hogy a pupilla mögött folyadékok folynak le. Innen a görög név. A négy folyadék tana szerint az egészséget négy testfolyadék, a vér, a nyálka, a sárga és a fekete epe egyensúlya biztosítja.
A szürke hályogot már a keresztény kor előtt műtéti úton kezelték. Babilonban is előkerültek a műtéthez használt eszközök.

## Tünetei
A fő tünet a lassú, fájdalommentes látásvesztés. A látásélesség csökken, a fényérzékenység nő, mivel a szemlencsében homályok alakulnak ki. A kis kontrasztok nem látszódnak, a beteg mintha ködön át vagy koszos napszemüvegen át nézne. Kettőslátás alakul ki, ami a másik szem becsukásával sem tűnik el. A fényforrások körül halók és fényudvarok jelennek meg. A szem sötét-világos adaptációja lelassul, a térlátás romlik. A távollátók kezdetben javulást tapasztalhatnak a közeli tartományban, mert a lencse megvastagszik és sűrűbbé válik. Ez a javulás azonban nem tart sokáig, mert a látás újra romlani kezd, először a távoli, majd a közeli tartományban is. A homályok minden tartományban csökkentik a látás élességét.
|  |  |

## Típusai
A szürke hályog általában az idős korúak betegsége, 60 éves kor felett a gyakorisága ugrásszerűen növekszik. Ez az úgynevezett senilis cataracta. A szürke hályog betegségen belül megkülönböztetnek elsődleges és másodlagos szürke hályogokat.
Az elsődleges hályogok: 
1. a veleszületett szürke hályog (genetikai betegségek, például Down-szindróma)
2. időskori (senilis) szürke hályog.

A másodlagos hályogok közé a gyógyszerek, szemészeti vagy általános betegségek, illetve sérülések okozta szürke hályogok tartoznak.
A szürke hályogot annak helye szerint jellemzik:
- Cataracta corticalis: a homályok a lencse peremén alakulnak ki. Folyadékkal teli hólyagocskák okozzák. Az időskori szürke hályogok 50%-a kezdődik így.
- Cataracta subcapsularis posterior: gyorsan fejlődik ki, és hamar látászavart okoz, különösen a közeli tartományban. Az időskori szürke hályogok 20%-a tartozik ebbe a típusba.
- Cataracta nuclearis: lassan előrehaladó típus. A lencse a törőerő növekedése mellett elszíneződik. Kettőslátás alakulhat ki. Ha a beteg távollátó, akkor egy ideig újra jól láthat szemüveg nélkül.[2]

## Okai
A szürke hályog kialakulásának pontos oka jelenleg nem tisztázott. Bármi okozhatja, ami a szem, vagy a szemlencse sérülésével, károsodásával jár. Így okozhatja:
- ionizáló sugárzás, különösen UV-sugárzás
- cukorbetegség
- gyógyszerek, például kortizol
- szemsérülések
- vitiligo
- ichthyosis (bőrbetegség)
- villámcsapás, nagyfeszültségű áramütés[3]

Azokban a szakmákban, amikben forró anyagokkal kell dolgozni, a szürke hályog szakmai ártalomnak számít.
Veleszületett szürke hályogot okozhat:
- az anya  terhessége alatti rózsahimlő
- galaktázhiány

A kancsalság veszélye miatt az újszülöttet mielőbb műteni kell.
A szemlencse normálisan áttetsző, ez úgy lehetséges, hogy a szemlencsét alkotó rostok (hidrofóbok) taszítják a vizet. Valamilyen külső vagy belső tényező következtében a rostok a szürke hályog kialakulása során vizet vesznek fel, a szemlencse ion-egyensúlya felborul, ezért a lencse tisztasága lecsökken. 
A szürke hályog önmagában teljes vakságot (azaz fényérzés nélküli látást) nem okoz, de komplikálódhat zöld hályoggal, súlyos szemgyulladással, amely teljes vaksághoz vezethet. Az előrehaladott valamint az érett szürke hályog ugyanakkor a látást súlyosan károsítja. 
Paradox módon a szürke hályog kezdeti szakaszában előfordulhat a közeli látás javulása is, mivel a szemlencse törőereje a szürke hályog miatt fokozódhat. Később azonban mind a távoli mind a közeli látás romlik. A szürke hályog előrehaladási üteme egyéntől, valamint a kiváltó okoktól függ.

## Előfordulása
A szürke hályog többnyire időskori betegség, ami hónapok, vagy évek alatt fejlődik ki. A veleszületett szürke hályog ritka, az esetek kevesebb mint 1%-ában fordul elő. Afrikában azonban az éhezés miatt sok gyerek érintett.

## Kezelése
Jelenleg a harmadik világban, ahol a szürkehályog-műtét nem elérhető, a vezető vaksági okok egyike. A fejlett világban a modern mikrosebészeti technikával, ultrahangos eljárással történik az eltávolítása. A műtétet műlencse (protézis) beültetésével kombinálják a szemlencse törőerejének pótlása végett. Az intraokuláris lencse hagyományos típusai nem képesek alkalmazkodni; még a fiatal betegek is olvasószemüvegre szorulnak. Egy másik hagyományos lehetőség a multifokális lencsék alkalmazása, továbbá alkalmazható a monovíziós technika, amiben az egyik szemet közelre, a másikat távolra állítják be élesnek. 2000 óta léteznek olyan típusok, amik egy bizonyos mértékig alkalmazkodni tudnak. Egyes lencsék törőereje a műtét után UV-fény segítségével újraigazítható. Az alkalmazandó eljárásról a betegnek a műtét előtt kell döntenie. Ez az eljárás – bár mint minden műtét járhat komplikációkkal – rutinműtétnek számít.
A műtétet rendszerint helyi érzéstelenítéssel végzik. Az injekciót a szemgolyó közvetlen közelébe, vagy mögé adják. Ez nemcsak érzéstelenít, hanem a szemmozgató izmokat is lebénítja. Szemcseppel is végeznek érzéstelenítést, de mivel ezzel a szemizmok nem bénulnak le, alkalmazási körük szűkebb. Altatásos műtétet inkább akaratlan szemmozgások, pszichikai zavarok, egyetlen látó szem esetén, vagy a beteg kívánságára végeznek. Ha mindkét szemet műtik, akkor a két szem műtéte között rendszerint négy hetet, de legalább annyit várnak, hogy az első műtött szem begyógyuljon. Erre az anizometrópia elkerülése végett van szükség. (Hátha nem monovíziós technikát akar használni a beteg? És ha azt akarja, akkor kialakulna-e? Olyan lenne, mint amilyet akarna?) Némely esetben elég néhány napot várni. A műtét után antibiotikumokat és gyulladáscsökkentőket adagolnak szemcsepp formájában, hogy megelőzzék a fertőzéseket.
A műtét biztonságosnak számít, a legtöbb komplikáció ritka. Ezek közé tartoznak a fertőzések a szemgolyóban, a lencse mögötti terület sérülései, és az üvegtest előreesése. Mindezek a látás élességének csökkenéséhez vezetnek, és másodlagos hályogot okoznak. Az újfajta operációs módszerek és lencsék 50%-ról 4%-ra csökkentették a másodlagos hályog kialakulásának kockázatát. A másodlagos hályog pupillatágítás után lézeres műtéttel megszüntethető.

## Megelőzése
Jelenleg kutatások folynak a szürke hályog megelőzése irányában. Korábban használt szemcseppekről kiderült, hogy nem hatékonyak a megelőzésben. Az Amerikai Egyesült Államokban folytatott AREDS tanulmány kimutatta, hogy bizonyos vitaminok és antioxidánsok szedése lassítani tudja a szürke hályog előrehaladását, de a már kialakult homályokat nem szünteti meg.
A lutein és zeaxantin karotinoidok a szürke és zöld hályog kialakulását előzhetik meg a legújabb kutatások szerint. Jó forrás ezekre például a papaya, de ezek megtalálhatóak szinte az összes narancssárga növényben és gyümölcsben is.